# Semora
Genre
Semora est un genre d'araignées aranéomorphes de la famille des Salticidae.

## Distribution
Les espèces de ce genre se rencontrent au Brésil, en Argentine et au Venezuela.

## Liste des espèces
Selon World Spider Catalog (version 18.0, 16/05/2017) :
- Semora infranotata Mello-Leitão, 1945
- Semora langei Mello-Leitão, 1947
- Semora napaea Peckham & Peckham, 1892
- Semora trochilus Simon, 1901

## Publication originale
- Peckham & Peckham, 1892 : Ant-like spiders of the family Attidae. Occasional Papers of the Natural History Society of Wisconsin, vol. 2, no 1, p. 1-84 (texte intégral).